# المراضح (السياني)

تعديل مصدري - تعديل

المراضح محلة تابعة لقرية قحذان، التابعة لعزلة الازارق بمديرية السياني إحدى مديريات محافظة إب في الجمهورية اليمنية.، بلغ تعداد سكانها 38 حسب تعداد اليمن لعام 2004.